# 丹漠洞

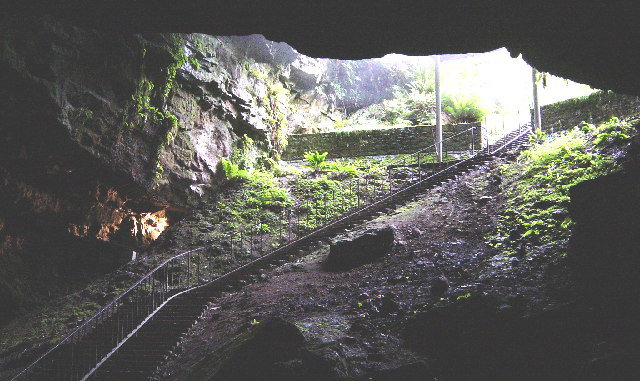

丹漠洞（Dunmore Cave）是一個位於愛爾蘭基尔肯尼郡的考古地點。928年，維京海盜襲擊基尔肯尼，对基尔肯尼进行洗劫。當地的居民为了逃命，在海盗袭来的前几个小时躲到村莊附近的大溶洞--丹漠洞。丹漠洞地形复杂，內部小洞盤根交錯，避难的人收拾好細軟躲到洞穴中，希望避過海盜的搶劫。但海盗很快发现了洞中藏人的秘密，海盗进入洞里，把1000多人杀死，然后駐紮守在洞口，將倖存的人通通饿死。
1940年，一群考古学家对丹漠洞进行考察，在洞穴里就发现44具骸骨，包括尚未出世的胎儿的骸骨。考古的發現证实了丹漠洞曾经發生的悲剧，1973年愛爾蘭政府將丹漠洞定为爱尔兰国家博物馆。1999年的冬天，一个博物館的職員準備冬季休館前的清潔，結果在其中一個洞穴發現闪闪绿光，該職員取出物件後，發現是一只镶嵌着绿宝石的银镯子。該職員隨後向有關部門報告，結果當局派出工作小組到洞穴調查，並挖出了几千枚古钱币，一些银条、金条和首饰及几百枚银制纽扣。當時挖出来的文物都黯淡失色，經過工作小組的一番努力，這批文物終於重现光彩。